# Grande Prêmio do Japão de 2025
O Grande Prêmio do Japão de 2025 (formalmente denominado Formula 1 Lenovo Japanese Grand Prix 2025) foi a terceira etapa da temporada de 2025 da Fórmula 1, disputada em 6 de abril de 2025 no Circuito de Suzuka, em Suzuka, Província de Mie, Japão. Este evento marca o retorno de Suzuka ao início do calendário, após anos como uma das provas finais, e será a primeira corrida de Yuki Tsunoda pela Red Bull Racing, substituindo Liam Lawson após apenas duas etapas na temporada. A Lenovo segue como patrocinadora titular, enquanto o circuito, projetado por John Hugenholtz e inaugurado em 1962 como pista de testes da Honda, mantém sua reputação como um dos traçados mais técnicos e adorados da Fórmula 1.

## Antecedentes
O Grande Prêmio do Japão de 2025 sucede as etapas da Austrália e da China, consolidando a posição de Suzuka como a terceira corrida das 24 previstas para o calendário de 2025. Com 5.807 km de extensão, o circuito em formato de oito apresenta 18 curvas, incluindo a sequência de alta velocidade das Esses (curvas 3 a 7), a 130R (curva 15, com raio de 340 metros e velocidades acima de 300 km/h) e a Spoon (curva 13, uma longa parábola de raio variável). A pista exige equilíbrio aerodinâmico, precisão na freada e potência nas retas, como a que antecede a chicane final (curva 18), onde a ultrapassagem é frequentemente decisiva.
A temporada de 2025 introduz novas regulamentações técnicas que impactarão o desempenho em Suzuka. Os motores híbridos V6 turbo de 1.6 litro, agora com maior ênfase na unidade elétrica (MGU-K aumentada para 350 kW), combinados com combustíveis 100% sustentáveis, devem alterar o comportamento dos carros nas zonas de alta carga aerodinâmica. A redução do arrasto (DRS ajustado para menor abertura) e o peso mínimo dos carros (fixado em 798 kg, incluindo piloto) visam melhorar a eficiência e a competitividade. Testes de pré-temporada em Bahrain (26-28 de fevereiro) indicaram que equipes como McLaren e Ferrari adaptaram-se bem às mudanças, enquanto a Red Bull enfrenta dificuldades iniciais com o RB21, levando à substituição de Lawson por Tsunoda.

## Parceria com a Honda
Suzuka é propriedade da Honda, que construiu o circuito em 1962 como pista de testes para seus veículos. A empresa japonesa mantém uma parceria técnica com a Red Bull Racing desde 2019, fornecendo unidades de potência híbridas que levaram a equipe a dois títulos de pilotos (2022, 2023) e um de construtores (2022). Em 2025, último ano do acordo antes da transição da Red Bull para motores próprios em 2026, a Honda exerceu influência significativa para promover Tsunoda à equipe principal, visando um desempenho marcante em sua pista caseira. A expectativa é que o RB21, equipado com o motor Honda RBPT, supere as dificuldades iniciais da temporada e capitalize na sinergia com o traçado.

## Relatório

### Relatório do treino classificatório
Q1
O Q1 começou com Norris liderando, porém foi superado pelo companheiro de equipe Piastri e também por Russell. Verstappen era o quarto, com Tsunoda em sexto, atrás de Leclerc. Faltando menos de dez minutos para o fim da sessão, Sainz subiu para quinto, enquanto Bortoleto surgia na nona colocação. Na volta seguinte, Bearman conseguiu o quinto melhor tempo.
Bortoleto não conseguiu melhorar; sua primeira volta rápida ficou a 0s9 do então líder Norris. Próximo ao final do Q1, a evolução no ritmo de Hadjar, que enfrentava problemas mecânicos, o jogou para 15.º. Em seguida, Hulkenberg tirou o brasileiro do top 15. Em seguida, Lawson eliminou Hulkenberg.
Eliminados: Nico Hulkenberg (Kick Sauber), Gabriel Bortoleto (Kick Sauber), Esteban Ocon (Haas), Jack Doohan (Alpine) e Lance Stroll (Aston Martin).
Q2
A segunda parte do classificatório começou com Verstappen na liderança, porém foi superado por Norris. Próximo da metado do tempo, o Q2 foi interrompido por uma bandeira vermelha, que durou sete minutos, por conta de foco de incêndio no gramado. Foi o quinto foco de incêndio registrado durante o fim de semana.
Após a retomada, Norris, Russell e Verstappen não saíram mais da garagem. Já Albon, Hamilton, Leclerc e Antonelli foram os primeiros a saírem à pista. Tsunoda errou na última tentativa e ficou em 15.º.
Eliminados: Pierre Gasly (Alpine), Carlos Sainz Jr. (Williams), Fernando Alonso (Aston Martin), Liam Lawson (Racing Bulls) e Yuki Tsunoda (Red Bull).
Q3

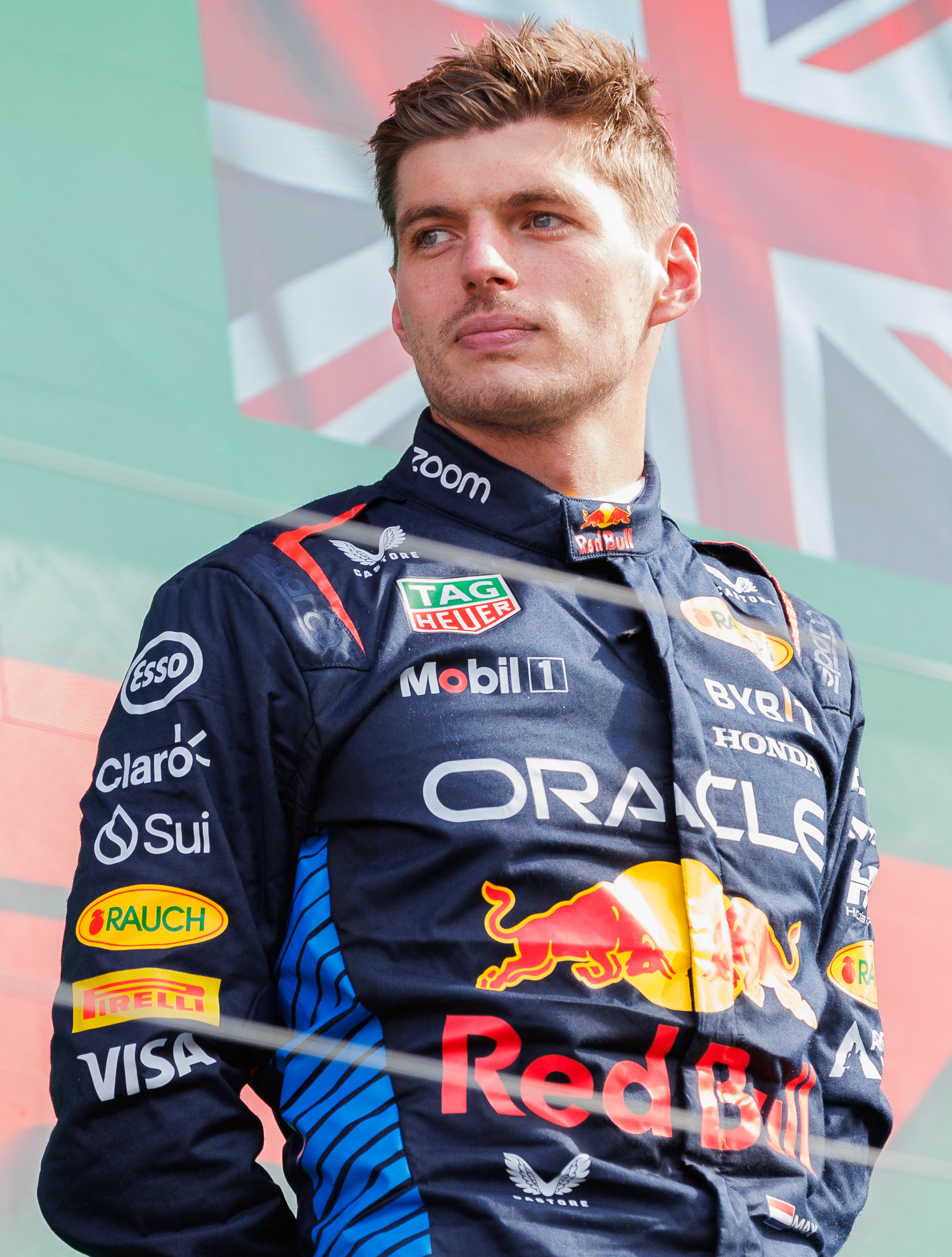
Verstappen fez a pole e venceu a corrida

Na última parte da classificação, Russell conseguiu uma boa volta de 1min27s318. Piastri o superou com o tempo de 1min27s052. Norris, na primeira tentativa, ficou apenas em quinto lugar, atrás de Piastri, Verstappen, Leclerc e Russell. Porém, Verstappen conseguiu superar Norris em sua última volta, com apenas 0s012 de diferença.

### Relatório da corrida
A corrida começou com Max Verstappen mantendo a liderança após a largada da pole position, seguido de perto por Lando Norris e Oscar Piastri. Apesar de relatar problemas intermitentes com as trocas de marcha no RB21, Verstappen conseguiu abrir uma vantagem inicial nas primeiras voltas, aproveitando a potência do motor Honda RBPT na reta principal e a precisão nas curvas de alta velocidade como a 130R. Norris e Piastri, da McLaren, mantiveram-se próximos, mas não conseguiram uma oportunidade clara de ultrapassagem nas primeiras 10 voltas devido ao equilíbrio aerodinâmico exigido pelo traçado de Suzuka.
O momento mais tenso ocorreu durante a primeira janela de pit stops, por volta da volta 15, quando Verstappen e Norris pararam na mesma volta. Na saída dos boxes, Norris tentou ultrapassar Verstappen pelo lado de fora, mas acabou saindo para a grama na curva 1, perdendo tempo. O incidente não foi investigado pelos comissários, e Verstappen manteve a liderança. Piastri, que parou uma volta depois, emergiu em terceiro, consolidando o pódio provisório. Charles Leclerc e George Russell, em quarto e quinto, optaram por estratégias semelhantes de duas paradas, mantendo suas posições sem grandes ameaças.
Na segunda metade da corrida, Andrea Kimi Antonelli, da Mercedes, destacou-se ao marcar a volta mais rápida na volta 50, com 1:30.965, aproveitando pneus macios novos após sua segunda parada. Enquanto isso, Lewis Hamilton avançou de oitavo para sétimo, ultrapassando Isack Hadjar na chicane final na volta 42, em uma manobra que demonstrou sua experiência no traçado japonês. Yuki Tsunoda, em sua estreia pela Red Bull em casa, largou de 14º e terminou em 12º, ganhando duas posições, mas sem pontuar, o que desapontou as expectativas da torcida local e da Honda.
A corrida transcorreu sem interrupções por bandeiras amarelas ou carros de segurança, refletindo uma prova limpa e estratégica. Verstappen cruzou a linha de chegada com 1:22:06.983, vencendo pela quarta vez consecutiva em Suzuka, seguido por Norris a 1.423 segundos e Piastri a 2.129 segundos. A vitória reforçou a recuperação da Red Bull após um início de temporada difícil, enquanto a McLaren consolidou sua liderança no campeonato de construtores com o duplo pódio.

## Resultados

### Treino classificatório
| Pos.                | N° | Piloto                | Construtor                 | tempos qualificatorios | tempos qualificatorios | tempos qualificatorios | Final grid |
| Pos.                | N° | Piloto                | Construtor                 | Q1                     | Q2                     | Q3                     | Final grid |
| ------------------- | -- | --------------------- | -------------------------- | ---------------------- | ---------------------- | ---------------------- | ---------- |
| 1                   | 1  | Max Verstappen        | Red Bull Racing-Honda RBPT | 1:27.943               | 1:27.502               | 1:26.983               | 1          |
| 2                   | 4  | Lando Norris          | McLaren-Mercedes           | 1:27.845               | 1:27.146               | 1:26.995               | 2          |
| 3                   | 81 | Oscar Piastri         | McLaren-Mercedes           | 1:27.687               | 1:27.507               | 1:27.027               | 3          |
| 4                   | 16 | Charles Leclerc       | Ferrari                    | 1:27.920               | 1:27.555               | 1:27.299               | 4          |
| 5                   | 63 | George Russell        | Mercedes                   | 1:27.843               | 1:27.400               | 1:27.318               | 5          |
| 6                   | 12 | Andrea Kimi Antonelli | Mercedes                   | 1:27.968               | 1:27.639               | 1:27.555               | 6          |
| 7                   | 6  | Isack Hadjar          | Racing Bulls-Honda RBPT    | 1:28.278               | 1:27.775               | 1:27.569               | 7          |
| 8                   | 44 | Lewis Hamilton        | Ferrari                    | 1:27.942               | 1:27.610               | 1:27.610               | 8          |
| 9                   | 23 | Alexander Albon       | Williams-Mercedes          | 1:28.218               | 1:27.783               | 1:27.615               | 9          |
| 10                  | 87 | Oliver Bearman        | Haas-Ferrari               | 1:28.228               | 1:27.711               | 1:27.867               | 10         |
| 11                  | 10 | Pierre Gasly          | Alpine-Renault             | 1:28.186               | 1:27.822               | N/A                    | 11         |
| 12                  | 55 | Carlos Sainz Jr.      | Williams-Mercedes          | 1:28.209               | 1:27.836               | N/A                    | 15         |
| 13                  | 14 | Fernando Alonso       | Aston Martin-Mercedes      | 1:28.337               | 1:27.897               | N/A                    | 12         |
| 14                  | 30 | Liam Lawson           | Racing Bulls-Honda RBPT    | 1:28.554               | 1:27.906               | N/A                    | 13         |
| 15                  | 22 | Yuki Tsunoda          | Red Bull Racing-Honda RBPT | 1:27.967               | 1:28.000               | N/A                    | 14         |
| 16                  | 27 | Nico Hülkenberg       | Kick Sauber-Ferrari        | 1:28.570               | N/A                    | N/A                    | 16         |
| 17                  | 5  | Gabriel Bortoleto     | Kick Sauber-Ferrari        | 1:28.622               | N/A                    | N/A                    | 17         |
| 18                  | 31 | Esteban Ocon          | Haas-Ferrari               | 1:28.696               | N/A                    | N/A                    | 18         |
| 19                  | 7  | Jack Doohan           | Alpine-Renault             | 1:28.877               | N/A                    | N/A                    | 19         |
| 20                  | 18 | Lance Stroll          | Aston Martin-Mercedes      | 1:29.271               | N/A                    | N/A                    | 20         |
| 107% time: 1:33.825 |    |                       |                            |                        |                        |                        |            |
| Fontes:             |    |                       |                            |                        |                        |                        |            |

### Corrida
| Pos.                                                                      | N° | Piloto                | Construtor                 | Voltas | Tempo/retirada | Grid | Pontos |
| ------------------------------------------------------------------------- | -- | --------------------- | -------------------------- | ------ | -------------- | ---- | ------ |
| 1                                                                         | 1  | Max Verstappen        | Red Bull Racing-Honda RBPT | 53     | 1:22:06.983    | 1    | 25     |
| 2                                                                         | 4  | Lando Norris          | McLaren-Mercedes           | 53     | +1.423         | 2    | 18     |
| 3                                                                         | 81 | Oscar Piastri         | McLaren-Mercedes           | 53     | +2.129         | 3    | 15     |
| 4                                                                         | 16 | Charles Leclerc       | Ferrari                    | 53     | +16.097        | 4    | 12     |
| 5                                                                         | 63 | George Russell        | Mercedes                   | 53     | +17.362        | 5    | 10     |
| 6                                                                         | 12 | Andrea Kimi Antonelli | Mercedes                   | 53     | +18.671        | 6    | 8      |
| 7                                                                         | 44 | Lewis Hamilton        | Ferrari                    | 53     | +29.182        | 8    | 6      |
| 8                                                                         | 6  | Isack Hadjar          | Racing Bulls-Honda RBPT    | 53     | +37.134        | 7    | 4      |
| 9                                                                         | 23 | Alexander Albon       | Williams-Mercedes          | 53     | +40.367        | 9    | 2      |
| 10                                                                        | 87 | Oliver Bearman        | Haas-Ferrari               | 53     | +54.529        | 10   | 1      |
| 11                                                                        | 14 | Fernando Alonso       | Aston Martin-Mercedes      | 53     | +57.333        | 12   |        |
| 12                                                                        | 22 | Yuki Tsunoda          | Red Bull Racing-Honda RBPT | 53     | +58.401        | 14   |        |
| 13                                                                        | 10 | Pierre Gasly          | Alpine-Renault             | 53     | +62.122        | 11   |        |
| 14                                                                        | 55 | Carlos Sainz Jr.      | Williams-Mercedes          | 53     | +74.129        | 15   |        |
| 15                                                                        | 7  | Jack Doohan           | Alpine-Renault             | 53     | +81.314        | 19   |        |
| 16                                                                        | 27 | Nico Hülkenberg       | Kick Sauber-Ferrari        | 53     | +81.957        | 16   |        |
| 17                                                                        | 30 | Liam Lawson           | Racing Bulls-Honda RBPT    | 53     | +82.734        | 13   |        |
| 18                                                                        | 31 | Esteban Ocon          | Haas-Ferrari               | 53     | +83.438        | 18   |        |
| 19                                                                        | 5  | Gabriel Bortoleto     | Kick Sauber-Ferrari        | 53     | +83.897        | 17   |        |
| 20                                                                        | 18 | Lance Stroll          | Aston Martin-Mercedes      | 52     | +1 lap         | 20   |        |
| Volta Mais Rápida: Andrea Kimi Antonelli (Mercedes) – 1:30.965 (volta 50) |    |                       |                            |        |                |      |        |
| Fontes:                                                                   |    |                       |                            |        |                |      |        |

## Tabela do Campeonato após a corrida
|        | Pos. | Pilotos               | Pontos |
| ------ | ---- | --------------------- | ------ |
|        | 1    | Lando Norris          | 62     |
|        | 2    | Max Verstappen        | 61     |
| 1      | 3    | Oscar Piastri         | 49     |
| 1      | 4    | George Russell        | 45     |
|        | 5    | Andrea Kimi Antonelli | 30     |
| Fonte: |      |                       |        |

|        | Pos. | Construtor                 | Pontos |
| ------ | ---- | -------------------------- | ------ |
|        | 1    | McLaren-Mercedes           | 111    |
|        | 2    | Mercedes                   | 75     |
|        | 3    | Red Bull Racing-Honda RBPT | 61     |
|        | 4    | Ferrari                    | 35     |
| 1      | 5    | Williams-Mercedes          | 19     |
| Fonte: |      |                            |        |

- Nota: Apenas as cinco primeiras posições estão incluídas em ambos os conjuntos de classificação.